# Jan Matthys (fotograaf)

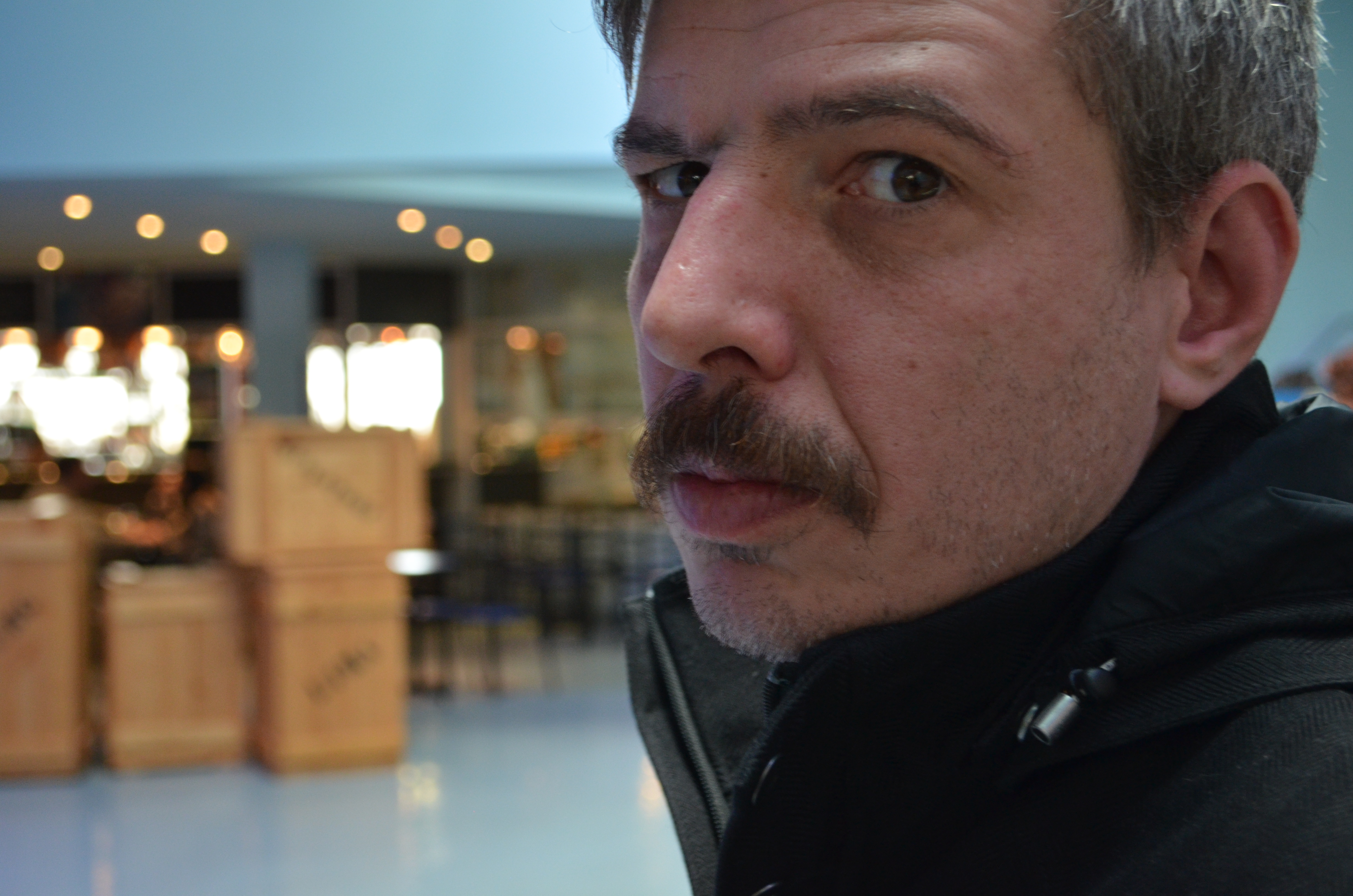
Jan Matthys

Jan Matthys (Gent, 29 oktober 1973) is een Belgisch fotograaf en acteur. Hij is vooral bekend van de VIER-programma's Is 't nog ver? en De Ideale Wereld, waarin hij te zien was als het typetje Homo Turisticus. In deze rol speelt hij een toerismereporter die verslag uitbrengt in het Gentse dialect en daarbij veel te snel spreekt, bijna hyperventilerend.
Samen met zijn jeugdvriend Mich Van Den Berghe vormt hij sinds 2002 het fotografieduo Studio Edelweiss.  Hun specialiteit is people-photography: complexe theatrale scènes, portretfotografie en reportages.
Hij voltooide zijn middelbaar onderwijs aan het Koninklijk Atheneum Voskenslaan in Gent, waarna hij jarenlang werkte in het restaurant van zijn ouders, genaamd Scala.  
Diezelfde tijd begon hij aan een avondopleiding Fotografie, die hij samen met Mich volgde.
In 2013 was hij in het VIER-programma Is 't nog ver? te zien als de Homo Turisticus, een hyperenthousiast typetje dat merkwaardige reisbestemmingen bezoekt.

## Trivia
- Matthys nam in 2013 deel aan de televisiequiz De Slimste Mens ter Wereld.
- Studio Edelweiss maakte eerder ook al de foto voor de iconische filmposter van The Broken Circle Breakdown van regisseur Felix Van Groeningen.
- In 2015 werd Matthys door de Snorrenclub Antwerpen tot "Snor van het Jaar" uitgeroepen.
- In 2020 was hij een van twaalf kunstenaars die een eigentijdse versie van een paneel van het Lam Gods van Jan van Eyck mocht presenteren in het programma Iedereen beroemd.